# Zschornaer Teichgebiet
Das Zschornaer Teichgebiet ist ein Naturschutzgebiet (NSG) im Landkreis Meißen in Sachsen. Das 314,74 ha große Gebiet mit der NSG-Nr. D 04 liegt in der sächsischen Gemeinde Thiendorf, nördlich vom Ortsteil Zschorna. Das Naturschutzgebiet wurde durch die Beschlüsse des Rates des Bezirkes Dresden vom 1. September 1954 und Nummer 261/76 vom 15. Dezember 1976 (Mitt. Staatsorgane Nr. 3/77) festgesetzt.

## Beschreibung
Das Gebiet umfasst die beiden Gewässer Großteich Zschorna und Breiter Teich sowie die angrenzenden Uferbereiche.